# Robert Opel
Robert Opel (nascido Robert Oppel; 23 de outubro de 1939 – 7 de julho de 1979) foi um ativista, fotógrafo americano e proprietário de uma galeria de arte mais famoso pelo incidente de streaking durante o Oscar 1974.

## Biografia
Opel nasceu em East Orange, Nova Jérsei, em 23 de outubro de 1939. Quando criança, morou no Canadá, Kansas e Kentucky antes de sua família se estabelecer em Pittsburgh, Pensilvânia, onde cursou o ensino fundamental, o ensino médio e a faculdade. Nascido Robert Oppel, ele retirou o segundo “p” de seu nome depois de se tornar um ativista para se distanciar de sua família em Pittsburgh. Opel estava preocupado que as suas atividades pudessem causar constrangimento à família.
Na faculdade, Opel foi eleito para o Congresso Estudantil e atuou como presidente de uma equipe de debate regional. Após a formatura, ele trabalhou como redator de discursos do então governador da Califórnia, Ronald Reagan. Em 1974, Opel ensinou inglês como segunda língua para o Distrito Escolar Unificado de Los Angeles. Ele foi demitido desse emprego após o incidente do Oscar.
Opel possuía o seu próprio negócio de fotografia, Ideas Photographic. Entre seus clientes estavam a publicação LGBT The Advocate e a revista Finger, da qual também foi editor.
Em 1976, ele anunciou sua candidatura à presidência dos Estados Unidos, usando os slogans "Nothing to Hide" e "Not Just Another Crooked Dick", referindo-se aos seus incidentes violentos e ao presidente Richard Nixon, respectivamente (Nixon renunciou ao cargo em desgraça em 1974).
Em março de 1978, Opel abriu o Fey-Way Studios, uma galeria de arte gay masculina, em 1287 Howard Street, em São Francisco. A galeria ajudou a trazer artistas eróticos gays como Tom of Finland e Robert Mapplethorpe à atenção nacional e mostrou outros, como Rex.
Em 1979, ele manteve um relacionamento com Camille O'Grady, até sua morte no mesmo ano.

## Incidente de streaking no Oscar 1974
Em 2 de abril de 1974, Opel aparentemente se fez passar por jornalista para subir ao palco do Oscar 1974 no Pavilhão Dorothy Chandler, em Los Angeles. Ele passou nu por David Niven fazendo um sinal de paz enquanto Niven apresentava Elizabeth Taylor.
Depois de cair na gargalhada momentaneamente, Niven recuperou a compostura, virou-se para o público e brincou: "Bem, senhoras e senhores, isso estava quase prestes a acontecer... Mas não é fascinante pensar que provavelmente a única risada que aquele homem dará?" alguma vez conseguiu em sua vida foi se despir e mostrar suas deficiências?"
Mais tarde, surgiram algumas evidências sugerindo que a aparição da Opel foi facilitada pelo produtor do programa, Jack Haley, Jr., como uma façanha. Robert Metzler, gerente comercial do programa, acreditava que o incidente havia sido planejado de alguma forma. Ele disse que, durante o ensaio geral, Niven pediu à esposa de Metzler uma caneta emprestada para que ele pudesse escrever o famoso improviso. Opel aparentemente teve que cortar uma cortina de fundo cara para chegar ao palco.
O episódio fez da Opel uma espécie de celebridade. O produtor Allan Carr até o convidou para participar de uma festa para Rudolf Nureyev.

## Morte
Opel foi assassinado na noite de 7 de julho de 1979, durante uma tentativa de roubo de seu estúdio em São Francisco por Robert E. Kelly e Maurice Keenan. Ele tinha 39 anos. Kelly foi condenado a 25 anos de prisão perpétua. Keenan foi condenado à morte, mas a sentença foi posteriormente comutada para prisão perpétua. Em 2023, Keenan ainda cumpria pena de prisão perpétua pelo assassinato.

## Legado
O documentário biográfico de 2010, Uncle Bob, foi produzido e dirigido pelo sobrinho de Opel, Robert Oppel. Além da narração e reconstituições de Oppel, o filme inclui entrevistas com John Waters, Divine, Daniel Nicoletta, Mark Thompson, Jack Fritscher, e outros. Oppel tentou entrevistar os dois homens que cumpriam pena de prisão perpétua pelo assassinato de seu tio, mas foi negado pela Prisão Estadual de Pelican Bay.
Robert Oppel e o curador Rick Castro instalaram "Robert Opel: The Res-erection of Fey-Way Studios", uma mostra de arte de 2014 na galeria Antebellum em Hollywood, Califórnia, apresentando obras de arte originais, pôsteres e memorabilia de Fey-Way por volta de 1978-1979.
Opel foi homenageado como parte do San Francisco South of Market Leather History Alley 2017, nomeado em uma bota de bronze.